# Heavy Airlift Wing

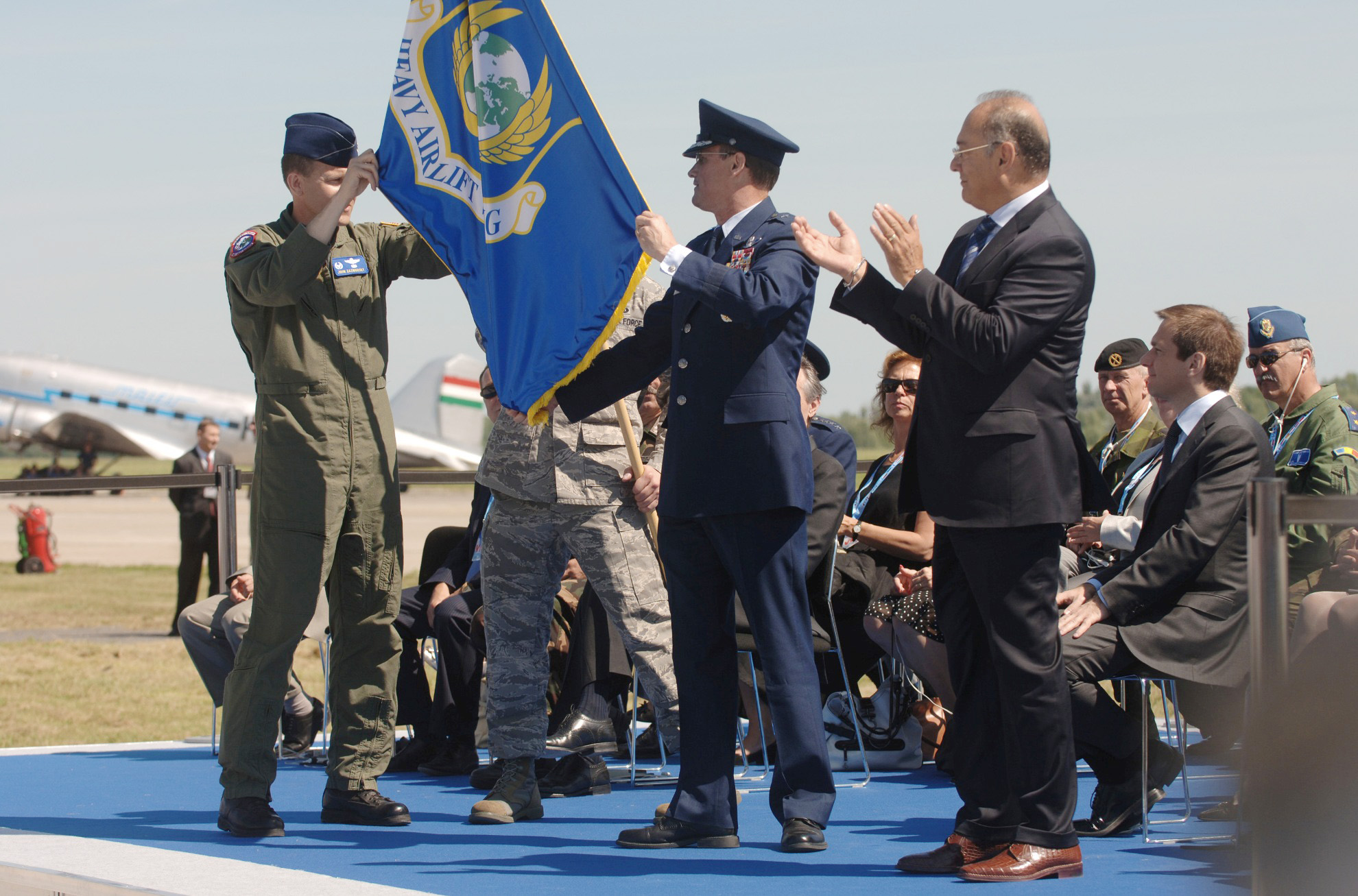
Överlämning av förbandets fana i samband med den officiella invigning den 27 juli 2009.

Heavy Airlift Wing (HAW) är en internationell militär transportflygorganisation. Förbandsledningen är förlagd i Pápa Airbase i Ungern.

## Historik
HAW aktiverades officiellt den 27 juli 2009, som en del av det trettioåriga multinationella samarbetet Strategic Airlift Capability (SAC) Programmet. SAC programmet har köpt in och opererar tre C-17 Globemaster III flygplan, som flyger med ungerska nationsbeteckningar. För närvarande är chefen för Heavy Airlift Wing en överste från Svenska Flygvapnet och enheten består av upp till 155 militärer från de tolv medlemsländerna, Bulgarien, Estland, Finland, Litauen, Nederländerna, Norge, Polen, Rumänien, Slovenien, Sverige, Ungern och USA. Länderna som ingår i SAC samarbetet skickar sin personal för permanent eller tillfällig tjänstgöring.
Från dag ett, har SAC nationerna beställt uppdrag för att möta sina åtaganden gällande militära trupper och utrustning till stöd för nationella, FN, EU, Nato -uppdrag, övningar och humanitär hjälp, inkluderat International Security Assistance Force (ISAF) 2009-2014 och Resolute Support Mission (RSM) 2015-, i Afghanistan. Operation Unified Protector i Libyen, 2011. United Nations Multidimensional Integrated Stabilization Mission in Mali, 2013-. The EUFOR RCA, 2014-2015. The United Nations Multidimensional Integrated Stabilization Mission in the Central African Republic, 2015. HAW har också genomfört uppdrag med logistikstöd för utredningen av kraschen i Ukraina, med Malaysia Airlines MH17. Betydande uppdrag till stöd för humanitär hjälp inkluderar Jordbävningen i Haiti 2010, översvämningen  Pakistan 2010 och orkanen på ön St. Maarten, 2017. Utförandet av uppdragen har varit framgångsrikt, genomförts med hög flygsäkerhet och kostnadseffektivt. Sedan 2009 har HAW visat vad som kan genomföras när resurser och expertkunnande förs samman och delas mellan nationer.
HAW är oberoende av Nato, EU och FN, men övervakas av en styrgrupp, SAC Steering Board. HAW stöds också av Nato Airlift Management Programme Office (NAM PO). NAM PO hämtar huvuddelen av sitt tekniska, logistiska och utbildningsstöd för C-17 flottan, från USA, genom deras Foreign Military Sales (FMS) program. Detta inkluderar flygplansunderhållet där man kontrakterat Boeing.

## HAW ledning
Ledningen av HAW bemannas av de medlemsländer som har störst del av flygtimmarna i SAC programmet, USA, Sverige, Nederländerna och Norge.
- Överste Peder Söderström, från Sveriges flygvapen är chef för Heavy Airlift Wing.
- Flottiljförvaltare Art Middleton, från USA:s flygvapen är rådgivare och högste företrädare för specialistofficerarna.

## Ingående enheter
Heavy Airlift Wing (HAW) består av HAW Command Staff, Command and Control Squadron (C2S), Heavy Airlift Squadron (HAS) och Logistics Support Squadron (LSS).

### HAW Command Staff
HAW Command Staff består av funktioner för Administration, Chefsstöd, Protokoll, Public Affairs, Juridisk rådgivning, Flygmedicin,  Mark- och flygsäkerhet samt Kvalitetssäkring. HAW Command Staff leds av HAW Chief of Staff.

### Command and Control Squadron (C2S)
HAW Command and Control Squadron (C2S) är centrum för all interaktion inom HAW och mellan HAW och SAC medlemsnationer vad beträffar nationernas operativa transportflygbehov. C2S tar emot nationernas transportflygbehov och omsätter dessa till genomförbara uppdrag. C2S säkerställer att begärda uppdrag är genomförbara ur ett diplomatiskt perspektiv samt att lasten är möjlig att flygtransportera. C2S prioriterar också uppdragen. De samarbetar nära SAC:s stödorganisation Nato Airlift Management Programme Office, Pápa Air Base och Boeing i Pápa för att säkerställa att allt operativt, administrativt och tekniskt stöd finns på plats. C2S är uppdelat på tre sektioner. Mission planning and execution, Diplomatic clearance och Administrative support. C2S är särskilt multinationell, eftersom sju av de tolv SAC nationerna finns representerade där.

### Heavy Airlift Squadron (HAS)
Heavy Airlift Squadron (HAS), är världens första och enda multinationella C-17 skvadron. HAS består av HAW C-17 piloter och lastmästare, såväl som funktioner för underrättelsetjänst, taktik, utbildning, standardisering och utvärdering samt HAW Combat Security och Aviation management. Rötterna är i den utbildning, policys och standarder som återfinns i det amerikanska transportflygsystemet, som är den enskilt största användaren av C-17. HAS har också anammat delar av procedurer vid sina C-17 systerskvadroner i USAF, Royal Canadian Air Force, Royal Australian Air Force och Storbritanniens Royal Air Force.
Skvadronen är strukturerad, och policys samt procedurer är designade, för att på bästa sätt stödja de tolv nationernas strategiska policys, inkluderat militära- och humanitära uppdrag, varsomhelst och närsomhelst behovet finns. HAS besättningar har en varierande bakgrund och erfarenhet vad gäller transportflyg, stridsflyg och helikoptrar i sina respektive nationers flygvapen. Till skillnad från den amerikanska personalen så har ingen av dem C-17 utbildning innan de börjar tjänstgöra vid HAW.
Efter C-17 utbildning, både i USA och i Pápa så har HAS besättningar en hög förmåga att utnyttja de olika förmågorna hos flygplanet. För närvarande är HAS den enda Foreign Military Sales (FMS) enheten som är utbildad för, och kapabel till hela spektret av luftlandsättningsoperationer. Utöver detta så har minst 50 procent av befälhavarna förmåga att genomföra lufttankning och två besättningar har över tiden förmåga att genomföra luftlandsättning av så kallad Heavy Equipment (HE), Conatainer Delivery System (CDS) och personal.

### Logistics Support Squadron (LSS)
Logistics Support Squadron (LSS), ansvarar för att tillhandahålla ett flertal funktioner. LSS består av sektioner för Underhåll, Aerial Port, och Säkerhetsmateriel. LSS Flying Crew Chiefs (FCC:s) är specialister på flygplansunderhåll och deltar i flyguppdragen som en del av ordinarie besättning. Deras uppgift är att genomföra löpande underhåll under pågående uppdrag. Fordonssektionen säkerställer att SAC:s fordon är i bra skick. LSS förrådssektion arbetar nära Boeing för att säkerställa att reservdelar och verktyg är tillgängliga för flygteknikerna, bade i Pápa och under uppdragen. Sektionen för flygsäkerhetsmateriel säkerställer att flygsäkerhetsmaterielen underhålls och fungerar som den ska. LSS Aerial Port ansvarar för materiel och personal som transporteras, lastas och lossas i Pápa samt för att transporter av farligt gods sker i enlighet med gällande regelverk. Utöver detta arbetar LSS kontinuerligt med Pápa Air Base och civila myndigheter i Ungern rörande bränsle, marktransporter, tull och andra ärenden.

## Svensk verksamhet
Sveriges riksdag gav i november 2008 Försvarsmakten/Flygvapnet i uppdrag att bygga upp den svenska delen i flottiljen. Flygvapnet har upp till 25 svenska officerare och civilanställda med familjer stationerade i Ungern med tjänstgöringstid 3-4 år. Samtliga lyder organisatoriskt under Skaraborgs flygflottilj (F 7). Sverige förfogar årligen över 550 flygtimmar, vilket är ca 17 procent av samarbetet. Endast USA förfogar över fler flygtimmar. Heavy Airlift Wing:s första ställföreträdande befälhavare var en svensk, Överste Fredrik Hedén. Hedén blev även den första svensken att utbildas på att flyga C-17 Globemaster III.
Ett av HAW:s första uppdrag var att frakta ner 30 fordon av Galten till den svenska kontingenten i Afghanistan. De svenska flygtimmarna användes vidare under hösten och vintern 2009 genom att bland annat sända förstärkningar i form av Stridsfordon 9040C till den svenska kontingenten i Afghanistan. Vidare har de även använts till att sända iväg Sveriges hjälpsändningar till Haiti i samband med Jordbävningen i Haiti 2010.
I samband med att James S. Sparrow tillträdde som befälhavare över Heavy Airlift Wing den 27 juni 2019, tillträdde överste Peder Söderström som ställföreträdande befälhavare för Heavy Airlift Wing. Den 18 juni 2020 övertog Sverige, i form av överstelöjtnant Mikael Tormalm, som chef för Heavy Airlift Squadron (HAS). Tormalm blev den förste svensken med den befattningen i HAS. Den 8 juli 2021 övertog Peder Söderström, som förste svensk, rollen som förbandschef för Heavy Airlift Wing. Då överlämnade James S. Sparrow befälet till Peder Söderström vid en ceremoni vid förbandets flygbas i Ungern.

## Tjänstgöringstid för flygplanstyper

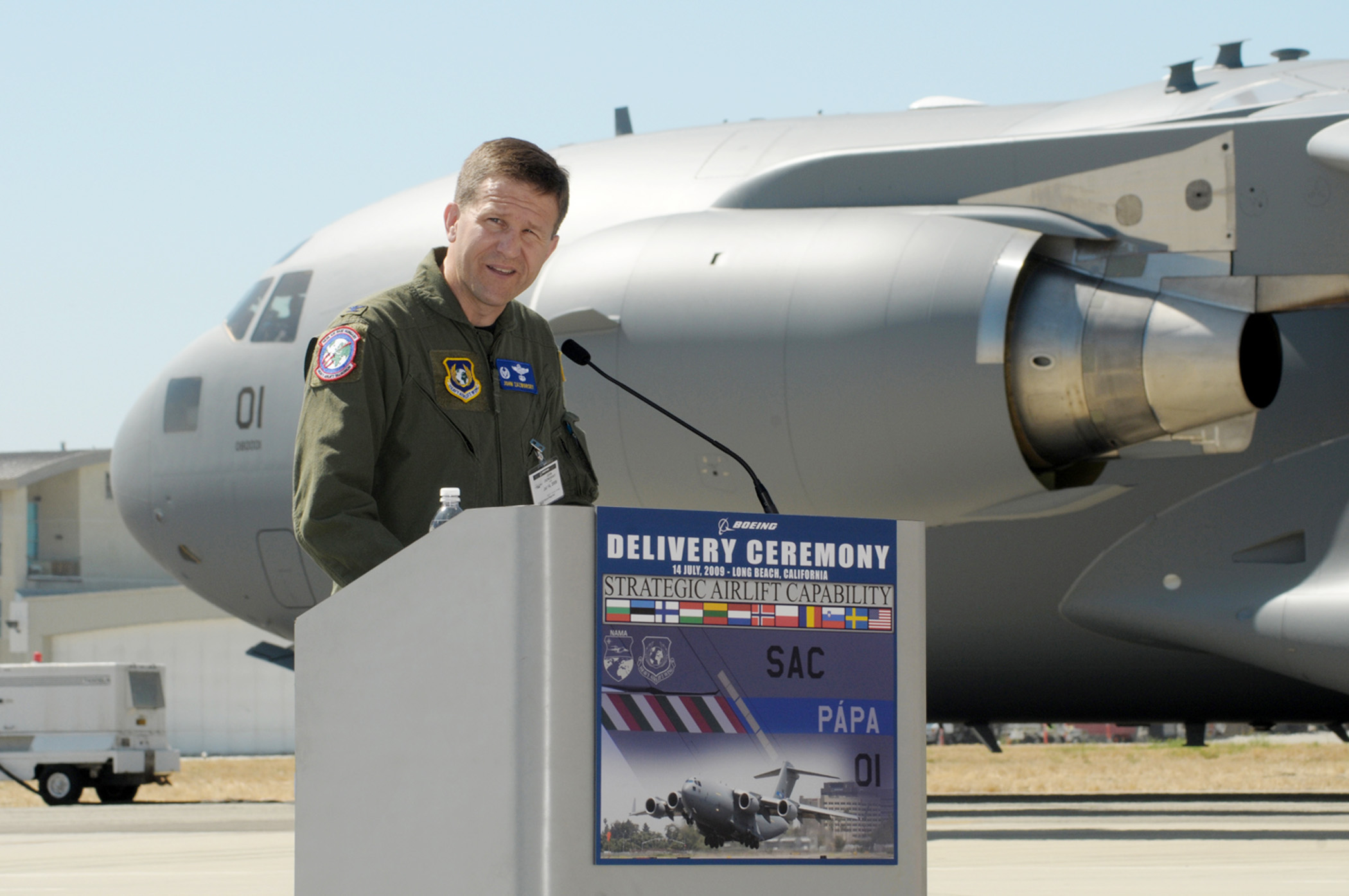
Flottiljens första chef överste John Zazworsky, vid ceremonin av leveransen av den första C-17 Globemaster III den 14 juli 2009

| Flygplanstyp                | Fv-nr | Call sign | Levererad         |
| --------------------------- | ----- | --------- | ----------------- |
| Boeing C-17 Globemaster III | SAC 1 | Bartok    | 14 juli 2009      |
| Boeing C-17 Globemaster III | SAC 2 | Bartok    | 17 september 2009 |
| Boeing C-17 Globemaster III | SAC 3 | Bartok    | 7 oktober 2009    |

## Förbandschefer
- 2008–2010: Överste John D. Zazworsky, jr
- 2010–2011: Överstelöjtnant Daniel P. Clark
- 2011–2013: Överste Keith P. Boone
- 2013–2015: Överste Frank Rombouts
- 2015–2017: Överste Trevor W. Nitz
- 2017–2019: Överste Bjørn Gohn-Hellum
- 2020–2021: Överste James S. Sparrow
- 2021–2023: Överste Peder Söderström

## Namn, beteckning och förläggningsort
| Heavy Airlift Wing | 2009-07-27 | – |  |

| HAW | 2009-07-27 | – |  |

| Pápa Air Base (F) | 2009-07-27 | – |  |